# Poa falconeri
Poa falconeri är en gräsart som beskrevs av Joseph Dalton Hooker. Poa falconeri ingår i släktet gröen, och familjen gräs. Inga underarter finns listade i Catalogue of Life.